# Harry Nyquist
Harry Nyquist (født 7. februar 1889 i Nilsby, Sverige, død 4. april 1976), var en forsker ved Bell Telephone Laboratories. 
I lighed med Claude Shannon havde han stor betydning for udviklingen af teorien om sampling og digital kommunikation i perioden 1920-1950.
Han var uddannet elektroingeniør fra North Dakota's Universitet i Grand Forks og fik en ph.d.-grad fra Yale Universitetet i 1917.
Nyquist-raten, Nyquist-frekvensen, Nyquist-plottet og Nyquist-filtret er opkaldt efter ham.

## Henvisning
- IEEE, Harry Nyquist, 1889 – 1976, IEEE History Center.
- James McClellan, Ronald W. Schafer and Mark A. Yoder, Signal Processing First, Pearson, 2003.